# Orientekspressen
Orientekspressen var navnet på en langdistancetogforbindelse, der oprindeligt blev drevet af Compagnie Internationale des Wagons-Lits. og bør ikke forveksles med Venice Simplon-Orient-Express-togene, der fortsat eksisterer.
Orientekspressens rute og rullende materiel blev ændret flere gange i dets levetid. Adskillige ruter benyttede tidligere navnet eller varianter deraf. Selvom den oprindelige orientekspres kun var en vanlig international togforbindelse, er navnet blevet synonymt med intriger og luksusrejser. De to byer der oftest forbindes med Orientekspressen er Paris og Istanbul, de oprindelige endestationer for denne togforbindelse med faste køretider.
I 1977 ophørte Orientekspressen med at køre til Istanbul. Dens umiddelbare efterfølger, et gennemgående nattog fra Paris til Wien, kørte for sidste gang fredag den 8. juni 2007.  Dernæst blev ruten, under samme navn, afkortet ved i stedet at have endestation i Strasbourg, i anledning af indvielsen af LGV Est, der tillader en væsentlig kortere rejsetid mellem Paris og Strasbourg. Den nye afkortede togforbindelse havde daglig afgang fra Strasbourg klokken 22.20, kort efter ankomsten af et TGV-tog fra Paris, og blev i Karlsruhe koblet på nattoget fra Amsterdam til Wien.
Den 14. december 2009 ophørte den oprindelige Orientekspres, og togforbindelsen forsvandt fra de europæiske jernbanekøreplaner, angiveligt et offer for højhastighedstog og lavpris-flyselskaber. Venice Simplon-Orient-Express, et privatejet selskab tilhørende Orient-Express Hotels, benytter originale togvogne fra 1920'erne og 1930'erne, og fortsætter driften mellem London og Venedig samt andre destinationer i Europa, herunder den oprindelige rute fra Paris til Istanbul.